# 南西諸島 (パラオ)

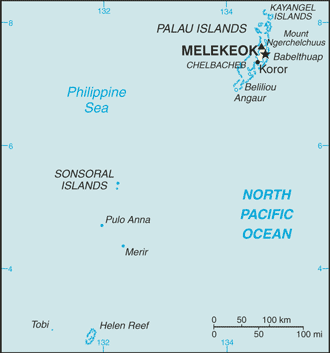
南西諸島の位置

パラオの南西諸島（英語: Southwest Islands of Palau）とは、パラオ共和国に属する島々のうち、北緯5度から北緯2度の間に位置するアンガウル島以南の島々のことである。
南西諸島は他のパラオの地域と文化が異なっており、言語もパラオ語よりもチューク諸島やヤップ島の言語と近縁のソンソロール語やトビ語が使用されている。

## 島一覧

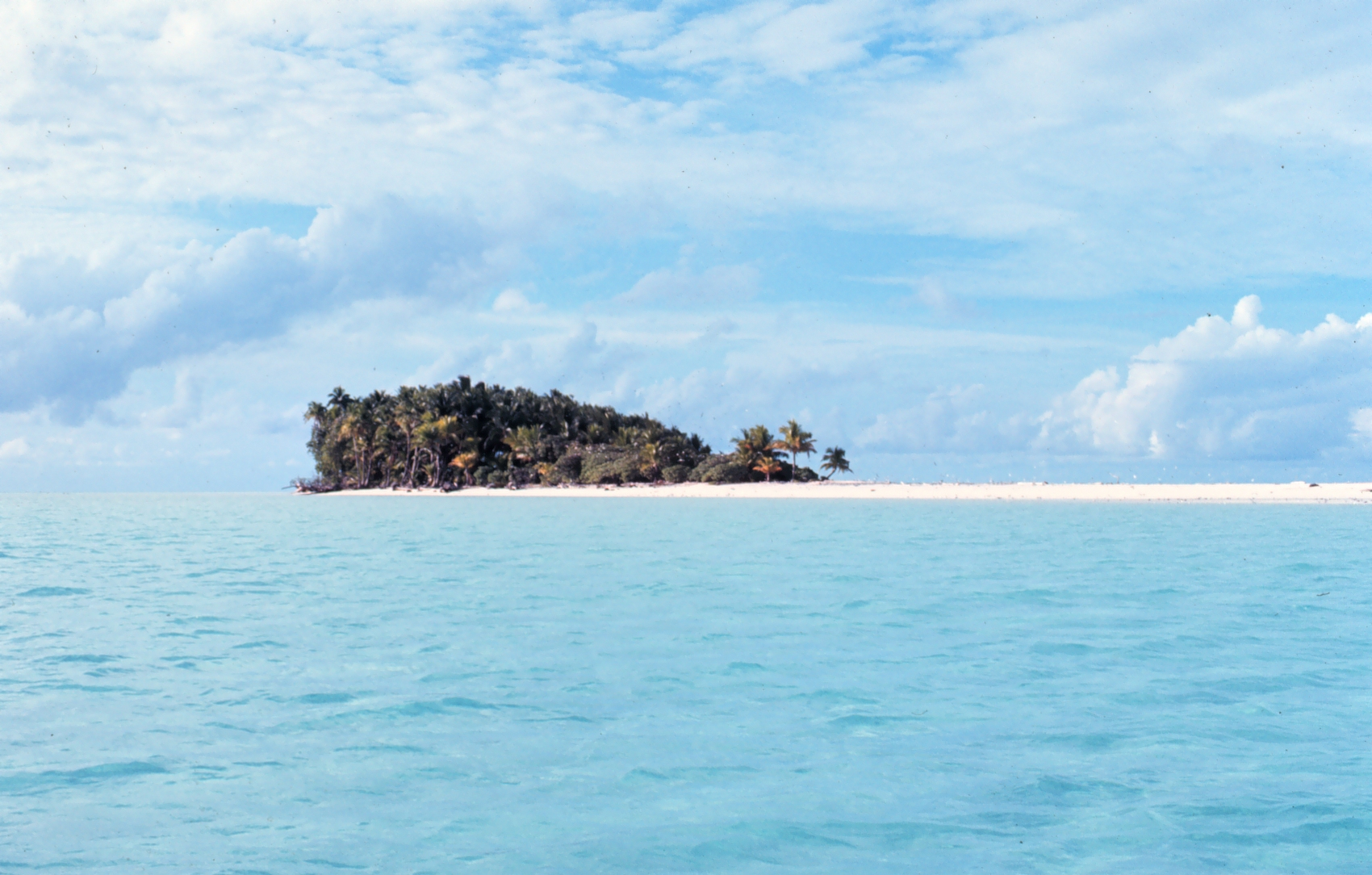
ヘレン環礁

北から順に記述する。人口は2000年時点のものである。
- ソンソロール州
  - ファンナ島 （ソンソロール語：Fana パラオ語: Fanna）
  - ソンソロール島 （ソンソロール語：Dongosaro,Dongosaru パラオ語: Sonsorol）
    - 人口24名

  - ポロアナ島 （ソンソロール語：Puro パラオ語: Pulo Anna）
    - 人口10名

  - メリール島 （ソンソロール語：Melieli パラオ語: Merir）
    - 人口5名
- ハトホベイ州
  - トビ島 （トビ語：Hatohobei パラオ語: Tobi）
    - 人口20名

  - ヘレン環礁 （トビ語：Hotsarihie 英語: Helen Reef）
    - 人口3名（国境警備隊員のみ）

  - トランジット環礁 （トビ語：Pieraurou 英語: Transit Reef）

## 交通
いずれの島にも空港がないため、船で訪問するのが一般的である。船は３か月に1回定期船が出るほか、不定期で「パラオスポート号」によるダイビングツアーも行われる。